# Giampiero Boniperti
Giampiero Boniperti (født 4. juli 1928, død 18. juni 2021) var en italiensk fodboldspiller. Han spillede hele sin karriere i Juventus i perioden 1946-1961. Boniperti er med i FIFA 100. Han er noteret for 38 kampe og 7 mål for Italien.